# Contragambito Falkbeer
|   | a | b | c | d | e | f | g | h |   |
| 8 | a8 preto torre · b8 preto cavalo · c8 preto bispo · d8 preto rainha · e8 preto rei · f8 preto bispo · g8 preto cavalo · h8 preto torre · a7 preto peão · b7 preto peão · c7 preto peão · f7 preto peão · g7 preto peão · h7 preto peão · d5 preto peão · e5 preto peão · e4 branco peão · f4 branco peão · a2 branco peão · b2 branco peão · c2 branco peão · d2 branco peão · g2 branco peão · h2 branco peão · a1 branco torre · b1 branco cavalo · c1 branco bispo · d1 branco rainha · e1 branco rei · f1 branco bispo · g1 branco cavalo · h1 branco torre | a8 preto torre · b8 preto cavalo · c8 preto bispo · d8 preto rainha · e8 preto rei · f8 preto bispo · g8 preto cavalo · h8 preto torre · a7 preto peão · b7 preto peão · c7 preto peão · f7 preto peão · g7 preto peão · h7 preto peão · d5 preto peão · e5 preto peão · e4 branco peão · f4 branco peão · a2 branco peão · b2 branco peão · c2 branco peão · d2 branco peão · g2 branco peão · h2 branco peão · a1 branco torre · b1 branco cavalo · c1 branco bispo · d1 branco rainha · e1 branco rei · f1 branco bispo · g1 branco cavalo · h1 branco torre | a8 preto torre · b8 preto cavalo · c8 preto bispo · d8 preto rainha · e8 preto rei · f8 preto bispo · g8 preto cavalo · h8 preto torre · a7 preto peão · b7 preto peão · c7 preto peão · f7 preto peão · g7 preto peão · h7 preto peão · d5 preto peão · e5 preto peão · e4 branco peão · f4 branco peão · a2 branco peão · b2 branco peão · c2 branco peão · d2 branco peão · g2 branco peão · h2 branco peão · a1 branco torre · b1 branco cavalo · c1 branco bispo · d1 branco rainha · e1 branco rei · f1 branco bispo · g1 branco cavalo · h1 branco torre | a8 preto torre · b8 preto cavalo · c8 preto bispo · d8 preto rainha · e8 preto rei · f8 preto bispo · g8 preto cavalo · h8 preto torre · a7 preto peão · b7 preto peão · c7 preto peão · f7 preto peão · g7 preto peão · h7 preto peão · d5 preto peão · e5 preto peão · e4 branco peão · f4 branco peão · a2 branco peão · b2 branco peão · c2 branco peão · d2 branco peão · g2 branco peão · h2 branco peão · a1 branco torre · b1 branco cavalo · c1 branco bispo · d1 branco rainha · e1 branco rei · f1 branco bispo · g1 branco cavalo · h1 branco torre | a8 preto torre · b8 preto cavalo · c8 preto bispo · d8 preto rainha · e8 preto rei · f8 preto bispo · g8 preto cavalo · h8 preto torre · a7 preto peão · b7 preto peão · c7 preto peão · f7 preto peão · g7 preto peão · h7 preto peão · d5 preto peão · e5 preto peão · e4 branco peão · f4 branco peão · a2 branco peão · b2 branco peão · c2 branco peão · d2 branco peão · g2 branco peão · h2 branco peão · a1 branco torre · b1 branco cavalo · c1 branco bispo · d1 branco rainha · e1 branco rei · f1 branco bispo · g1 branco cavalo · h1 branco torre | a8 preto torre · b8 preto cavalo · c8 preto bispo · d8 preto rainha · e8 preto rei · f8 preto bispo · g8 preto cavalo · h8 preto torre · a7 preto peão · b7 preto peão · c7 preto peão · f7 preto peão · g7 preto peão · h7 preto peão · d5 preto peão · e5 preto peão · e4 branco peão · f4 branco peão · a2 branco peão · b2 branco peão · c2 branco peão · d2 branco peão · g2 branco peão · h2 branco peão · a1 branco torre · b1 branco cavalo · c1 branco bispo · d1 branco rainha · e1 branco rei · f1 branco bispo · g1 branco cavalo · h1 branco torre | a8 preto torre · b8 preto cavalo · c8 preto bispo · d8 preto rainha · e8 preto rei · f8 preto bispo · g8 preto cavalo · h8 preto torre · a7 preto peão · b7 preto peão · c7 preto peão · f7 preto peão · g7 preto peão · h7 preto peão · d5 preto peão · e5 preto peão · e4 branco peão · f4 branco peão · a2 branco peão · b2 branco peão · c2 branco peão · d2 branco peão · g2 branco peão · h2 branco peão · a1 branco torre · b1 branco cavalo · c1 branco bispo · d1 branco rainha · e1 branco rei · f1 branco bispo · g1 branco cavalo · h1 branco torre | a8 preto torre · b8 preto cavalo · c8 preto bispo · d8 preto rainha · e8 preto rei · f8 preto bispo · g8 preto cavalo · h8 preto torre · a7 preto peão · b7 preto peão · c7 preto peão · f7 preto peão · g7 preto peão · h7 preto peão · d5 preto peão · e5 preto peão · e4 branco peão · f4 branco peão · a2 branco peão · b2 branco peão · c2 branco peão · d2 branco peão · g2 branco peão · h2 branco peão · a1 branco torre · b1 branco cavalo · c1 branco bispo · d1 branco rainha · e1 branco rei · f1 branco bispo · g1 branco cavalo · h1 branco torre | 8 |
| 7 | a8 preto torre · b8 preto cavalo · c8 preto bispo · d8 preto rainha · e8 preto rei · f8 preto bispo · g8 preto cavalo · h8 preto torre · a7 preto peão · b7 preto peão · c7 preto peão · f7 preto peão · g7 preto peão · h7 preto peão · d5 preto peão · e5 preto peão · e4 branco peão · f4 branco peão · a2 branco peão · b2 branco peão · c2 branco peão · d2 branco peão · g2 branco peão · h2 branco peão · a1 branco torre · b1 branco cavalo · c1 branco bispo · d1 branco rainha · e1 branco rei · f1 branco bispo · g1 branco cavalo · h1 branco torre | a8 preto torre · b8 preto cavalo · c8 preto bispo · d8 preto rainha · e8 preto rei · f8 preto bispo · g8 preto cavalo · h8 preto torre · a7 preto peão · b7 preto peão · c7 preto peão · f7 preto peão · g7 preto peão · h7 preto peão · d5 preto peão · e5 preto peão · e4 branco peão · f4 branco peão · a2 branco peão · b2 branco peão · c2 branco peão · d2 branco peão · g2 branco peão · h2 branco peão · a1 branco torre · b1 branco cavalo · c1 branco bispo · d1 branco rainha · e1 branco rei · f1 branco bispo · g1 branco cavalo · h1 branco torre | a8 preto torre · b8 preto cavalo · c8 preto bispo · d8 preto rainha · e8 preto rei · f8 preto bispo · g8 preto cavalo · h8 preto torre · a7 preto peão · b7 preto peão · c7 preto peão · f7 preto peão · g7 preto peão · h7 preto peão · d5 preto peão · e5 preto peão · e4 branco peão · f4 branco peão · a2 branco peão · b2 branco peão · c2 branco peão · d2 branco peão · g2 branco peão · h2 branco peão · a1 branco torre · b1 branco cavalo · c1 branco bispo · d1 branco rainha · e1 branco rei · f1 branco bispo · g1 branco cavalo · h1 branco torre | a8 preto torre · b8 preto cavalo · c8 preto bispo · d8 preto rainha · e8 preto rei · f8 preto bispo · g8 preto cavalo · h8 preto torre · a7 preto peão · b7 preto peão · c7 preto peão · f7 preto peão · g7 preto peão · h7 preto peão · d5 preto peão · e5 preto peão · e4 branco peão · f4 branco peão · a2 branco peão · b2 branco peão · c2 branco peão · d2 branco peão · g2 branco peão · h2 branco peão · a1 branco torre · b1 branco cavalo · c1 branco bispo · d1 branco rainha · e1 branco rei · f1 branco bispo · g1 branco cavalo · h1 branco torre | a8 preto torre · b8 preto cavalo · c8 preto bispo · d8 preto rainha · e8 preto rei · f8 preto bispo · g8 preto cavalo · h8 preto torre · a7 preto peão · b7 preto peão · c7 preto peão · f7 preto peão · g7 preto peão · h7 preto peão · d5 preto peão · e5 preto peão · e4 branco peão · f4 branco peão · a2 branco peão · b2 branco peão · c2 branco peão · d2 branco peão · g2 branco peão · h2 branco peão · a1 branco torre · b1 branco cavalo · c1 branco bispo · d1 branco rainha · e1 branco rei · f1 branco bispo · g1 branco cavalo · h1 branco torre | a8 preto torre · b8 preto cavalo · c8 preto bispo · d8 preto rainha · e8 preto rei · f8 preto bispo · g8 preto cavalo · h8 preto torre · a7 preto peão · b7 preto peão · c7 preto peão · f7 preto peão · g7 preto peão · h7 preto peão · d5 preto peão · e5 preto peão · e4 branco peão · f4 branco peão · a2 branco peão · b2 branco peão · c2 branco peão · d2 branco peão · g2 branco peão · h2 branco peão · a1 branco torre · b1 branco cavalo · c1 branco bispo · d1 branco rainha · e1 branco rei · f1 branco bispo · g1 branco cavalo · h1 branco torre | a8 preto torre · b8 preto cavalo · c8 preto bispo · d8 preto rainha · e8 preto rei · f8 preto bispo · g8 preto cavalo · h8 preto torre · a7 preto peão · b7 preto peão · c7 preto peão · f7 preto peão · g7 preto peão · h7 preto peão · d5 preto peão · e5 preto peão · e4 branco peão · f4 branco peão · a2 branco peão · b2 branco peão · c2 branco peão · d2 branco peão · g2 branco peão · h2 branco peão · a1 branco torre · b1 branco cavalo · c1 branco bispo · d1 branco rainha · e1 branco rei · f1 branco bispo · g1 branco cavalo · h1 branco torre | a8 preto torre · b8 preto cavalo · c8 preto bispo · d8 preto rainha · e8 preto rei · f8 preto bispo · g8 preto cavalo · h8 preto torre · a7 preto peão · b7 preto peão · c7 preto peão · f7 preto peão · g7 preto peão · h7 preto peão · d5 preto peão · e5 preto peão · e4 branco peão · f4 branco peão · a2 branco peão · b2 branco peão · c2 branco peão · d2 branco peão · g2 branco peão · h2 branco peão · a1 branco torre · b1 branco cavalo · c1 branco bispo · d1 branco rainha · e1 branco rei · f1 branco bispo · g1 branco cavalo · h1 branco torre | 7 |
| 6 | a8 preto torre · b8 preto cavalo · c8 preto bispo · d8 preto rainha · e8 preto rei · f8 preto bispo · g8 preto cavalo · h8 preto torre · a7 preto peão · b7 preto peão · c7 preto peão · f7 preto peão · g7 preto peão · h7 preto peão · d5 preto peão · e5 preto peão · e4 branco peão · f4 branco peão · a2 branco peão · b2 branco peão · c2 branco peão · d2 branco peão · g2 branco peão · h2 branco peão · a1 branco torre · b1 branco cavalo · c1 branco bispo · d1 branco rainha · e1 branco rei · f1 branco bispo · g1 branco cavalo · h1 branco torre | a8 preto torre · b8 preto cavalo · c8 preto bispo · d8 preto rainha · e8 preto rei · f8 preto bispo · g8 preto cavalo · h8 preto torre · a7 preto peão · b7 preto peão · c7 preto peão · f7 preto peão · g7 preto peão · h7 preto peão · d5 preto peão · e5 preto peão · e4 branco peão · f4 branco peão · a2 branco peão · b2 branco peão · c2 branco peão · d2 branco peão · g2 branco peão · h2 branco peão · a1 branco torre · b1 branco cavalo · c1 branco bispo · d1 branco rainha · e1 branco rei · f1 branco bispo · g1 branco cavalo · h1 branco torre | a8 preto torre · b8 preto cavalo · c8 preto bispo · d8 preto rainha · e8 preto rei · f8 preto bispo · g8 preto cavalo · h8 preto torre · a7 preto peão · b7 preto peão · c7 preto peão · f7 preto peão · g7 preto peão · h7 preto peão · d5 preto peão · e5 preto peão · e4 branco peão · f4 branco peão · a2 branco peão · b2 branco peão · c2 branco peão · d2 branco peão · g2 branco peão · h2 branco peão · a1 branco torre · b1 branco cavalo · c1 branco bispo · d1 branco rainha · e1 branco rei · f1 branco bispo · g1 branco cavalo · h1 branco torre | a8 preto torre · b8 preto cavalo · c8 preto bispo · d8 preto rainha · e8 preto rei · f8 preto bispo · g8 preto cavalo · h8 preto torre · a7 preto peão · b7 preto peão · c7 preto peão · f7 preto peão · g7 preto peão · h7 preto peão · d5 preto peão · e5 preto peão · e4 branco peão · f4 branco peão · a2 branco peão · b2 branco peão · c2 branco peão · d2 branco peão · g2 branco peão · h2 branco peão · a1 branco torre · b1 branco cavalo · c1 branco bispo · d1 branco rainha · e1 branco rei · f1 branco bispo · g1 branco cavalo · h1 branco torre | a8 preto torre · b8 preto cavalo · c8 preto bispo · d8 preto rainha · e8 preto rei · f8 preto bispo · g8 preto cavalo · h8 preto torre · a7 preto peão · b7 preto peão · c7 preto peão · f7 preto peão · g7 preto peão · h7 preto peão · d5 preto peão · e5 preto peão · e4 branco peão · f4 branco peão · a2 branco peão · b2 branco peão · c2 branco peão · d2 branco peão · g2 branco peão · h2 branco peão · a1 branco torre · b1 branco cavalo · c1 branco bispo · d1 branco rainha · e1 branco rei · f1 branco bispo · g1 branco cavalo · h1 branco torre | a8 preto torre · b8 preto cavalo · c8 preto bispo · d8 preto rainha · e8 preto rei · f8 preto bispo · g8 preto cavalo · h8 preto torre · a7 preto peão · b7 preto peão · c7 preto peão · f7 preto peão · g7 preto peão · h7 preto peão · d5 preto peão · e5 preto peão · e4 branco peão · f4 branco peão · a2 branco peão · b2 branco peão · c2 branco peão · d2 branco peão · g2 branco peão · h2 branco peão · a1 branco torre · b1 branco cavalo · c1 branco bispo · d1 branco rainha · e1 branco rei · f1 branco bispo · g1 branco cavalo · h1 branco torre | a8 preto torre · b8 preto cavalo · c8 preto bispo · d8 preto rainha · e8 preto rei · f8 preto bispo · g8 preto cavalo · h8 preto torre · a7 preto peão · b7 preto peão · c7 preto peão · f7 preto peão · g7 preto peão · h7 preto peão · d5 preto peão · e5 preto peão · e4 branco peão · f4 branco peão · a2 branco peão · b2 branco peão · c2 branco peão · d2 branco peão · g2 branco peão · h2 branco peão · a1 branco torre · b1 branco cavalo · c1 branco bispo · d1 branco rainha · e1 branco rei · f1 branco bispo · g1 branco cavalo · h1 branco torre | a8 preto torre · b8 preto cavalo · c8 preto bispo · d8 preto rainha · e8 preto rei · f8 preto bispo · g8 preto cavalo · h8 preto torre · a7 preto peão · b7 preto peão · c7 preto peão · f7 preto peão · g7 preto peão · h7 preto peão · d5 preto peão · e5 preto peão · e4 branco peão · f4 branco peão · a2 branco peão · b2 branco peão · c2 branco peão · d2 branco peão · g2 branco peão · h2 branco peão · a1 branco torre · b1 branco cavalo · c1 branco bispo · d1 branco rainha · e1 branco rei · f1 branco bispo · g1 branco cavalo · h1 branco torre | 6 |
| 5 | a8 preto torre · b8 preto cavalo · c8 preto bispo · d8 preto rainha · e8 preto rei · f8 preto bispo · g8 preto cavalo · h8 preto torre · a7 preto peão · b7 preto peão · c7 preto peão · f7 preto peão · g7 preto peão · h7 preto peão · d5 preto peão · e5 preto peão · e4 branco peão · f4 branco peão · a2 branco peão · b2 branco peão · c2 branco peão · d2 branco peão · g2 branco peão · h2 branco peão · a1 branco torre · b1 branco cavalo · c1 branco bispo · d1 branco rainha · e1 branco rei · f1 branco bispo · g1 branco cavalo · h1 branco torre | a8 preto torre · b8 preto cavalo · c8 preto bispo · d8 preto rainha · e8 preto rei · f8 preto bispo · g8 preto cavalo · h8 preto torre · a7 preto peão · b7 preto peão · c7 preto peão · f7 preto peão · g7 preto peão · h7 preto peão · d5 preto peão · e5 preto peão · e4 branco peão · f4 branco peão · a2 branco peão · b2 branco peão · c2 branco peão · d2 branco peão · g2 branco peão · h2 branco peão · a1 branco torre · b1 branco cavalo · c1 branco bispo · d1 branco rainha · e1 branco rei · f1 branco bispo · g1 branco cavalo · h1 branco torre | a8 preto torre · b8 preto cavalo · c8 preto bispo · d8 preto rainha · e8 preto rei · f8 preto bispo · g8 preto cavalo · h8 preto torre · a7 preto peão · b7 preto peão · c7 preto peão · f7 preto peão · g7 preto peão · h7 preto peão · d5 preto peão · e5 preto peão · e4 branco peão · f4 branco peão · a2 branco peão · b2 branco peão · c2 branco peão · d2 branco peão · g2 branco peão · h2 branco peão · a1 branco torre · b1 branco cavalo · c1 branco bispo · d1 branco rainha · e1 branco rei · f1 branco bispo · g1 branco cavalo · h1 branco torre | a8 preto torre · b8 preto cavalo · c8 preto bispo · d8 preto rainha · e8 preto rei · f8 preto bispo · g8 preto cavalo · h8 preto torre · a7 preto peão · b7 preto peão · c7 preto peão · f7 preto peão · g7 preto peão · h7 preto peão · d5 preto peão · e5 preto peão · e4 branco peão · f4 branco peão · a2 branco peão · b2 branco peão · c2 branco peão · d2 branco peão · g2 branco peão · h2 branco peão · a1 branco torre · b1 branco cavalo · c1 branco bispo · d1 branco rainha · e1 branco rei · f1 branco bispo · g1 branco cavalo · h1 branco torre | a8 preto torre · b8 preto cavalo · c8 preto bispo · d8 preto rainha · e8 preto rei · f8 preto bispo · g8 preto cavalo · h8 preto torre · a7 preto peão · b7 preto peão · c7 preto peão · f7 preto peão · g7 preto peão · h7 preto peão · d5 preto peão · e5 preto peão · e4 branco peão · f4 branco peão · a2 branco peão · b2 branco peão · c2 branco peão · d2 branco peão · g2 branco peão · h2 branco peão · a1 branco torre · b1 branco cavalo · c1 branco bispo · d1 branco rainha · e1 branco rei · f1 branco bispo · g1 branco cavalo · h1 branco torre | a8 preto torre · b8 preto cavalo · c8 preto bispo · d8 preto rainha · e8 preto rei · f8 preto bispo · g8 preto cavalo · h8 preto torre · a7 preto peão · b7 preto peão · c7 preto peão · f7 preto peão · g7 preto peão · h7 preto peão · d5 preto peão · e5 preto peão · e4 branco peão · f4 branco peão · a2 branco peão · b2 branco peão · c2 branco peão · d2 branco peão · g2 branco peão · h2 branco peão · a1 branco torre · b1 branco cavalo · c1 branco bispo · d1 branco rainha · e1 branco rei · f1 branco bispo · g1 branco cavalo · h1 branco torre | a8 preto torre · b8 preto cavalo · c8 preto bispo · d8 preto rainha · e8 preto rei · f8 preto bispo · g8 preto cavalo · h8 preto torre · a7 preto peão · b7 preto peão · c7 preto peão · f7 preto peão · g7 preto peão · h7 preto peão · d5 preto peão · e5 preto peão · e4 branco peão · f4 branco peão · a2 branco peão · b2 branco peão · c2 branco peão · d2 branco peão · g2 branco peão · h2 branco peão · a1 branco torre · b1 branco cavalo · c1 branco bispo · d1 branco rainha · e1 branco rei · f1 branco bispo · g1 branco cavalo · h1 branco torre | a8 preto torre · b8 preto cavalo · c8 preto bispo · d8 preto rainha · e8 preto rei · f8 preto bispo · g8 preto cavalo · h8 preto torre · a7 preto peão · b7 preto peão · c7 preto peão · f7 preto peão · g7 preto peão · h7 preto peão · d5 preto peão · e5 preto peão · e4 branco peão · f4 branco peão · a2 branco peão · b2 branco peão · c2 branco peão · d2 branco peão · g2 branco peão · h2 branco peão · a1 branco torre · b1 branco cavalo · c1 branco bispo · d1 branco rainha · e1 branco rei · f1 branco bispo · g1 branco cavalo · h1 branco torre | 5 |
| 4 | a8 preto torre · b8 preto cavalo · c8 preto bispo · d8 preto rainha · e8 preto rei · f8 preto bispo · g8 preto cavalo · h8 preto torre · a7 preto peão · b7 preto peão · c7 preto peão · f7 preto peão · g7 preto peão · h7 preto peão · d5 preto peão · e5 preto peão · e4 branco peão · f4 branco peão · a2 branco peão · b2 branco peão · c2 branco peão · d2 branco peão · g2 branco peão · h2 branco peão · a1 branco torre · b1 branco cavalo · c1 branco bispo · d1 branco rainha · e1 branco rei · f1 branco bispo · g1 branco cavalo · h1 branco torre | a8 preto torre · b8 preto cavalo · c8 preto bispo · d8 preto rainha · e8 preto rei · f8 preto bispo · g8 preto cavalo · h8 preto torre · a7 preto peão · b7 preto peão · c7 preto peão · f7 preto peão · g7 preto peão · h7 preto peão · d5 preto peão · e5 preto peão · e4 branco peão · f4 branco peão · a2 branco peão · b2 branco peão · c2 branco peão · d2 branco peão · g2 branco peão · h2 branco peão · a1 branco torre · b1 branco cavalo · c1 branco bispo · d1 branco rainha · e1 branco rei · f1 branco bispo · g1 branco cavalo · h1 branco torre | a8 preto torre · b8 preto cavalo · c8 preto bispo · d8 preto rainha · e8 preto rei · f8 preto bispo · g8 preto cavalo · h8 preto torre · a7 preto peão · b7 preto peão · c7 preto peão · f7 preto peão · g7 preto peão · h7 preto peão · d5 preto peão · e5 preto peão · e4 branco peão · f4 branco peão · a2 branco peão · b2 branco peão · c2 branco peão · d2 branco peão · g2 branco peão · h2 branco peão · a1 branco torre · b1 branco cavalo · c1 branco bispo · d1 branco rainha · e1 branco rei · f1 branco bispo · g1 branco cavalo · h1 branco torre | a8 preto torre · b8 preto cavalo · c8 preto bispo · d8 preto rainha · e8 preto rei · f8 preto bispo · g8 preto cavalo · h8 preto torre · a7 preto peão · b7 preto peão · c7 preto peão · f7 preto peão · g7 preto peão · h7 preto peão · d5 preto peão · e5 preto peão · e4 branco peão · f4 branco peão · a2 branco peão · b2 branco peão · c2 branco peão · d2 branco peão · g2 branco peão · h2 branco peão · a1 branco torre · b1 branco cavalo · c1 branco bispo · d1 branco rainha · e1 branco rei · f1 branco bispo · g1 branco cavalo · h1 branco torre | a8 preto torre · b8 preto cavalo · c8 preto bispo · d8 preto rainha · e8 preto rei · f8 preto bispo · g8 preto cavalo · h8 preto torre · a7 preto peão · b7 preto peão · c7 preto peão · f7 preto peão · g7 preto peão · h7 preto peão · d5 preto peão · e5 preto peão · e4 branco peão · f4 branco peão · a2 branco peão · b2 branco peão · c2 branco peão · d2 branco peão · g2 branco peão · h2 branco peão · a1 branco torre · b1 branco cavalo · c1 branco bispo · d1 branco rainha · e1 branco rei · f1 branco bispo · g1 branco cavalo · h1 branco torre | a8 preto torre · b8 preto cavalo · c8 preto bispo · d8 preto rainha · e8 preto rei · f8 preto bispo · g8 preto cavalo · h8 preto torre · a7 preto peão · b7 preto peão · c7 preto peão · f7 preto peão · g7 preto peão · h7 preto peão · d5 preto peão · e5 preto peão · e4 branco peão · f4 branco peão · a2 branco peão · b2 branco peão · c2 branco peão · d2 branco peão · g2 branco peão · h2 branco peão · a1 branco torre · b1 branco cavalo · c1 branco bispo · d1 branco rainha · e1 branco rei · f1 branco bispo · g1 branco cavalo · h1 branco torre | a8 preto torre · b8 preto cavalo · c8 preto bispo · d8 preto rainha · e8 preto rei · f8 preto bispo · g8 preto cavalo · h8 preto torre · a7 preto peão · b7 preto peão · c7 preto peão · f7 preto peão · g7 preto peão · h7 preto peão · d5 preto peão · e5 preto peão · e4 branco peão · f4 branco peão · a2 branco peão · b2 branco peão · c2 branco peão · d2 branco peão · g2 branco peão · h2 branco peão · a1 branco torre · b1 branco cavalo · c1 branco bispo · d1 branco rainha · e1 branco rei · f1 branco bispo · g1 branco cavalo · h1 branco torre | a8 preto torre · b8 preto cavalo · c8 preto bispo · d8 preto rainha · e8 preto rei · f8 preto bispo · g8 preto cavalo · h8 preto torre · a7 preto peão · b7 preto peão · c7 preto peão · f7 preto peão · g7 preto peão · h7 preto peão · d5 preto peão · e5 preto peão · e4 branco peão · f4 branco peão · a2 branco peão · b2 branco peão · c2 branco peão · d2 branco peão · g2 branco peão · h2 branco peão · a1 branco torre · b1 branco cavalo · c1 branco bispo · d1 branco rainha · e1 branco rei · f1 branco bispo · g1 branco cavalo · h1 branco torre | 4 |
| 3 | a8 preto torre · b8 preto cavalo · c8 preto bispo · d8 preto rainha · e8 preto rei · f8 preto bispo · g8 preto cavalo · h8 preto torre · a7 preto peão · b7 preto peão · c7 preto peão · f7 preto peão · g7 preto peão · h7 preto peão · d5 preto peão · e5 preto peão · e4 branco peão · f4 branco peão · a2 branco peão · b2 branco peão · c2 branco peão · d2 branco peão · g2 branco peão · h2 branco peão · a1 branco torre · b1 branco cavalo · c1 branco bispo · d1 branco rainha · e1 branco rei · f1 branco bispo · g1 branco cavalo · h1 branco torre | a8 preto torre · b8 preto cavalo · c8 preto bispo · d8 preto rainha · e8 preto rei · f8 preto bispo · g8 preto cavalo · h8 preto torre · a7 preto peão · b7 preto peão · c7 preto peão · f7 preto peão · g7 preto peão · h7 preto peão · d5 preto peão · e5 preto peão · e4 branco peão · f4 branco peão · a2 branco peão · b2 branco peão · c2 branco peão · d2 branco peão · g2 branco peão · h2 branco peão · a1 branco torre · b1 branco cavalo · c1 branco bispo · d1 branco rainha · e1 branco rei · f1 branco bispo · g1 branco cavalo · h1 branco torre | a8 preto torre · b8 preto cavalo · c8 preto bispo · d8 preto rainha · e8 preto rei · f8 preto bispo · g8 preto cavalo · h8 preto torre · a7 preto peão · b7 preto peão · c7 preto peão · f7 preto peão · g7 preto peão · h7 preto peão · d5 preto peão · e5 preto peão · e4 branco peão · f4 branco peão · a2 branco peão · b2 branco peão · c2 branco peão · d2 branco peão · g2 branco peão · h2 branco peão · a1 branco torre · b1 branco cavalo · c1 branco bispo · d1 branco rainha · e1 branco rei · f1 branco bispo · g1 branco cavalo · h1 branco torre | a8 preto torre · b8 preto cavalo · c8 preto bispo · d8 preto rainha · e8 preto rei · f8 preto bispo · g8 preto cavalo · h8 preto torre · a7 preto peão · b7 preto peão · c7 preto peão · f7 preto peão · g7 preto peão · h7 preto peão · d5 preto peão · e5 preto peão · e4 branco peão · f4 branco peão · a2 branco peão · b2 branco peão · c2 branco peão · d2 branco peão · g2 branco peão · h2 branco peão · a1 branco torre · b1 branco cavalo · c1 branco bispo · d1 branco rainha · e1 branco rei · f1 branco bispo · g1 branco cavalo · h1 branco torre | a8 preto torre · b8 preto cavalo · c8 preto bispo · d8 preto rainha · e8 preto rei · f8 preto bispo · g8 preto cavalo · h8 preto torre · a7 preto peão · b7 preto peão · c7 preto peão · f7 preto peão · g7 preto peão · h7 preto peão · d5 preto peão · e5 preto peão · e4 branco peão · f4 branco peão · a2 branco peão · b2 branco peão · c2 branco peão · d2 branco peão · g2 branco peão · h2 branco peão · a1 branco torre · b1 branco cavalo · c1 branco bispo · d1 branco rainha · e1 branco rei · f1 branco bispo · g1 branco cavalo · h1 branco torre | a8 preto torre · b8 preto cavalo · c8 preto bispo · d8 preto rainha · e8 preto rei · f8 preto bispo · g8 preto cavalo · h8 preto torre · a7 preto peão · b7 preto peão · c7 preto peão · f7 preto peão · g7 preto peão · h7 preto peão · d5 preto peão · e5 preto peão · e4 branco peão · f4 branco peão · a2 branco peão · b2 branco peão · c2 branco peão · d2 branco peão · g2 branco peão · h2 branco peão · a1 branco torre · b1 branco cavalo · c1 branco bispo · d1 branco rainha · e1 branco rei · f1 branco bispo · g1 branco cavalo · h1 branco torre | a8 preto torre · b8 preto cavalo · c8 preto bispo · d8 preto rainha · e8 preto rei · f8 preto bispo · g8 preto cavalo · h8 preto torre · a7 preto peão · b7 preto peão · c7 preto peão · f7 preto peão · g7 preto peão · h7 preto peão · d5 preto peão · e5 preto peão · e4 branco peão · f4 branco peão · a2 branco peão · b2 branco peão · c2 branco peão · d2 branco peão · g2 branco peão · h2 branco peão · a1 branco torre · b1 branco cavalo · c1 branco bispo · d1 branco rainha · e1 branco rei · f1 branco bispo · g1 branco cavalo · h1 branco torre | a8 preto torre · b8 preto cavalo · c8 preto bispo · d8 preto rainha · e8 preto rei · f8 preto bispo · g8 preto cavalo · h8 preto torre · a7 preto peão · b7 preto peão · c7 preto peão · f7 preto peão · g7 preto peão · h7 preto peão · d5 preto peão · e5 preto peão · e4 branco peão · f4 branco peão · a2 branco peão · b2 branco peão · c2 branco peão · d2 branco peão · g2 branco peão · h2 branco peão · a1 branco torre · b1 branco cavalo · c1 branco bispo · d1 branco rainha · e1 branco rei · f1 branco bispo · g1 branco cavalo · h1 branco torre | 3 |
| 2 | a8 preto torre · b8 preto cavalo · c8 preto bispo · d8 preto rainha · e8 preto rei · f8 preto bispo · g8 preto cavalo · h8 preto torre · a7 preto peão · b7 preto peão · c7 preto peão · f7 preto peão · g7 preto peão · h7 preto peão · d5 preto peão · e5 preto peão · e4 branco peão · f4 branco peão · a2 branco peão · b2 branco peão · c2 branco peão · d2 branco peão · g2 branco peão · h2 branco peão · a1 branco torre · b1 branco cavalo · c1 branco bispo · d1 branco rainha · e1 branco rei · f1 branco bispo · g1 branco cavalo · h1 branco torre | a8 preto torre · b8 preto cavalo · c8 preto bispo · d8 preto rainha · e8 preto rei · f8 preto bispo · g8 preto cavalo · h8 preto torre · a7 preto peão · b7 preto peão · c7 preto peão · f7 preto peão · g7 preto peão · h7 preto peão · d5 preto peão · e5 preto peão · e4 branco peão · f4 branco peão · a2 branco peão · b2 branco peão · c2 branco peão · d2 branco peão · g2 branco peão · h2 branco peão · a1 branco torre · b1 branco cavalo · c1 branco bispo · d1 branco rainha · e1 branco rei · f1 branco bispo · g1 branco cavalo · h1 branco torre | a8 preto torre · b8 preto cavalo · c8 preto bispo · d8 preto rainha · e8 preto rei · f8 preto bispo · g8 preto cavalo · h8 preto torre · a7 preto peão · b7 preto peão · c7 preto peão · f7 preto peão · g7 preto peão · h7 preto peão · d5 preto peão · e5 preto peão · e4 branco peão · f4 branco peão · a2 branco peão · b2 branco peão · c2 branco peão · d2 branco peão · g2 branco peão · h2 branco peão · a1 branco torre · b1 branco cavalo · c1 branco bispo · d1 branco rainha · e1 branco rei · f1 branco bispo · g1 branco cavalo · h1 branco torre | a8 preto torre · b8 preto cavalo · c8 preto bispo · d8 preto rainha · e8 preto rei · f8 preto bispo · g8 preto cavalo · h8 preto torre · a7 preto peão · b7 preto peão · c7 preto peão · f7 preto peão · g7 preto peão · h7 preto peão · d5 preto peão · e5 preto peão · e4 branco peão · f4 branco peão · a2 branco peão · b2 branco peão · c2 branco peão · d2 branco peão · g2 branco peão · h2 branco peão · a1 branco torre · b1 branco cavalo · c1 branco bispo · d1 branco rainha · e1 branco rei · f1 branco bispo · g1 branco cavalo · h1 branco torre | a8 preto torre · b8 preto cavalo · c8 preto bispo · d8 preto rainha · e8 preto rei · f8 preto bispo · g8 preto cavalo · h8 preto torre · a7 preto peão · b7 preto peão · c7 preto peão · f7 preto peão · g7 preto peão · h7 preto peão · d5 preto peão · e5 preto peão · e4 branco peão · f4 branco peão · a2 branco peão · b2 branco peão · c2 branco peão · d2 branco peão · g2 branco peão · h2 branco peão · a1 branco torre · b1 branco cavalo · c1 branco bispo · d1 branco rainha · e1 branco rei · f1 branco bispo · g1 branco cavalo · h1 branco torre | a8 preto torre · b8 preto cavalo · c8 preto bispo · d8 preto rainha · e8 preto rei · f8 preto bispo · g8 preto cavalo · h8 preto torre · a7 preto peão · b7 preto peão · c7 preto peão · f7 preto peão · g7 preto peão · h7 preto peão · d5 preto peão · e5 preto peão · e4 branco peão · f4 branco peão · a2 branco peão · b2 branco peão · c2 branco peão · d2 branco peão · g2 branco peão · h2 branco peão · a1 branco torre · b1 branco cavalo · c1 branco bispo · d1 branco rainha · e1 branco rei · f1 branco bispo · g1 branco cavalo · h1 branco torre | a8 preto torre · b8 preto cavalo · c8 preto bispo · d8 preto rainha · e8 preto rei · f8 preto bispo · g8 preto cavalo · h8 preto torre · a7 preto peão · b7 preto peão · c7 preto peão · f7 preto peão · g7 preto peão · h7 preto peão · d5 preto peão · e5 preto peão · e4 branco peão · f4 branco peão · a2 branco peão · b2 branco peão · c2 branco peão · d2 branco peão · g2 branco peão · h2 branco peão · a1 branco torre · b1 branco cavalo · c1 branco bispo · d1 branco rainha · e1 branco rei · f1 branco bispo · g1 branco cavalo · h1 branco torre | a8 preto torre · b8 preto cavalo · c8 preto bispo · d8 preto rainha · e8 preto rei · f8 preto bispo · g8 preto cavalo · h8 preto torre · a7 preto peão · b7 preto peão · c7 preto peão · f7 preto peão · g7 preto peão · h7 preto peão · d5 preto peão · e5 preto peão · e4 branco peão · f4 branco peão · a2 branco peão · b2 branco peão · c2 branco peão · d2 branco peão · g2 branco peão · h2 branco peão · a1 branco torre · b1 branco cavalo · c1 branco bispo · d1 branco rainha · e1 branco rei · f1 branco bispo · g1 branco cavalo · h1 branco torre | 2 |
| 1 | a8 preto torre · b8 preto cavalo · c8 preto bispo · d8 preto rainha · e8 preto rei · f8 preto bispo · g8 preto cavalo · h8 preto torre · a7 preto peão · b7 preto peão · c7 preto peão · f7 preto peão · g7 preto peão · h7 preto peão · d5 preto peão · e5 preto peão · e4 branco peão · f4 branco peão · a2 branco peão · b2 branco peão · c2 branco peão · d2 branco peão · g2 branco peão · h2 branco peão · a1 branco torre · b1 branco cavalo · c1 branco bispo · d1 branco rainha · e1 branco rei · f1 branco bispo · g1 branco cavalo · h1 branco torre | a8 preto torre · b8 preto cavalo · c8 preto bispo · d8 preto rainha · e8 preto rei · f8 preto bispo · g8 preto cavalo · h8 preto torre · a7 preto peão · b7 preto peão · c7 preto peão · f7 preto peão · g7 preto peão · h7 preto peão · d5 preto peão · e5 preto peão · e4 branco peão · f4 branco peão · a2 branco peão · b2 branco peão · c2 branco peão · d2 branco peão · g2 branco peão · h2 branco peão · a1 branco torre · b1 branco cavalo · c1 branco bispo · d1 branco rainha · e1 branco rei · f1 branco bispo · g1 branco cavalo · h1 branco torre | a8 preto torre · b8 preto cavalo · c8 preto bispo · d8 preto rainha · e8 preto rei · f8 preto bispo · g8 preto cavalo · h8 preto torre · a7 preto peão · b7 preto peão · c7 preto peão · f7 preto peão · g7 preto peão · h7 preto peão · d5 preto peão · e5 preto peão · e4 branco peão · f4 branco peão · a2 branco peão · b2 branco peão · c2 branco peão · d2 branco peão · g2 branco peão · h2 branco peão · a1 branco torre · b1 branco cavalo · c1 branco bispo · d1 branco rainha · e1 branco rei · f1 branco bispo · g1 branco cavalo · h1 branco torre | a8 preto torre · b8 preto cavalo · c8 preto bispo · d8 preto rainha · e8 preto rei · f8 preto bispo · g8 preto cavalo · h8 preto torre · a7 preto peão · b7 preto peão · c7 preto peão · f7 preto peão · g7 preto peão · h7 preto peão · d5 preto peão · e5 preto peão · e4 branco peão · f4 branco peão · a2 branco peão · b2 branco peão · c2 branco peão · d2 branco peão · g2 branco peão · h2 branco peão · a1 branco torre · b1 branco cavalo · c1 branco bispo · d1 branco rainha · e1 branco rei · f1 branco bispo · g1 branco cavalo · h1 branco torre | a8 preto torre · b8 preto cavalo · c8 preto bispo · d8 preto rainha · e8 preto rei · f8 preto bispo · g8 preto cavalo · h8 preto torre · a7 preto peão · b7 preto peão · c7 preto peão · f7 preto peão · g7 preto peão · h7 preto peão · d5 preto peão · e5 preto peão · e4 branco peão · f4 branco peão · a2 branco peão · b2 branco peão · c2 branco peão · d2 branco peão · g2 branco peão · h2 branco peão · a1 branco torre · b1 branco cavalo · c1 branco bispo · d1 branco rainha · e1 branco rei · f1 branco bispo · g1 branco cavalo · h1 branco torre | a8 preto torre · b8 preto cavalo · c8 preto bispo · d8 preto rainha · e8 preto rei · f8 preto bispo · g8 preto cavalo · h8 preto torre · a7 preto peão · b7 preto peão · c7 preto peão · f7 preto peão · g7 preto peão · h7 preto peão · d5 preto peão · e5 preto peão · e4 branco peão · f4 branco peão · a2 branco peão · b2 branco peão · c2 branco peão · d2 branco peão · g2 branco peão · h2 branco peão · a1 branco torre · b1 branco cavalo · c1 branco bispo · d1 branco rainha · e1 branco rei · f1 branco bispo · g1 branco cavalo · h1 branco torre | a8 preto torre · b8 preto cavalo · c8 preto bispo · d8 preto rainha · e8 preto rei · f8 preto bispo · g8 preto cavalo · h8 preto torre · a7 preto peão · b7 preto peão · c7 preto peão · f7 preto peão · g7 preto peão · h7 preto peão · d5 preto peão · e5 preto peão · e4 branco peão · f4 branco peão · a2 branco peão · b2 branco peão · c2 branco peão · d2 branco peão · g2 branco peão · h2 branco peão · a1 branco torre · b1 branco cavalo · c1 branco bispo · d1 branco rainha · e1 branco rei · f1 branco bispo · g1 branco cavalo · h1 branco torre | a8 preto torre · b8 preto cavalo · c8 preto bispo · d8 preto rainha · e8 preto rei · f8 preto bispo · g8 preto cavalo · h8 preto torre · a7 preto peão · b7 preto peão · c7 preto peão · f7 preto peão · g7 preto peão · h7 preto peão · d5 preto peão · e5 preto peão · e4 branco peão · f4 branco peão · a2 branco peão · b2 branco peão · c2 branco peão · d2 branco peão · g2 branco peão · h2 branco peão · a1 branco torre · b1 branco cavalo · c1 branco bispo · d1 branco rainha · e1 branco rei · f1 branco bispo · g1 branco cavalo · h1 branco torre | 1 |
|   | a | b | c | d | e | f | g | h |   |

O Contragambito Falkbeer é uma abertura de xadrez que se caracteriza pelos movimentos:
1.e4 e5
2.f4 d5

Foi considerado por muitos anos a refutação completa do  gambito do rei. Hoje existem linhas jogáveis para as negras.